# Таунсон, Роберт
Ро́берт Та́унсон (англ. Robert Townson; около 1762 — 1827) — британский естествоиспытатель и землевладелец в Австралии.

## Биография
Роберт Таунсон родился примерно в 1762 году на территории графства Шропшир, с детства интересовался минералогией и биологией. В 1791 году Таунсон был избран членом Лондонского королевского общества. С 1791 по 1795 учился в Гёттингенском университете, который окончил со степенью доктора медицины. В последующие несколько лет посещал лекции в университетах таких городов, как Вена, Париж и Эдинбург.
Брат Роберта, капитан Джон Таунсон, в 1794 году отправился в Новый Южный Уэльс офицером армии. В 1800 году он вернулся в Англию по состоянию здоровья и в 1806 году ушёл в отставку.
В июне 1807 года Роберт Таунсон прибыл в Сидней. В 1809 году он получил от Уильяма Блая участок земли, в 1808 году принял участие в Ромовом бунте, однако вскоре вступил в конфликт с администрацией Маккуори и потерял землю. В 1811 году Лаклан Маккуори вернул ему участок в 1000 акров, названный впоследствии Варровилл. В Австралии Таунсон неоднократно встречался с Джозефом Бэнксом, однако полностью оставил научные исследования и посвятил себя фермерскому хозяйству.
В 1822 году Таунсон был назначен заместителем президента Австралийского сельскохозяйственного общества.
27 июня 1827 года Роберт Таунсон скончался в своём доме в Варровилле.

## Некоторые научные работы
- Townson, R. (1792). Perceptivity of Plants.
- Townson, R. (1794). Observationes Physiologicae de Amphibiis.
- Townson, R. (1797). Travels in Hungary with a short account of Vienna in the year 1793. 506 p.
- Townson, R. (1798). Philosophy of Mineralogy.